# 백자 사각발형 제기
백자 사각발형 제기(白磁 四角鉢形 祭器)은 서울특별시 관악구 호림박물관에 있는 조선시대의 백자이다. 2006년 1월 17일 대한민국의 보물 제1457호로 지정되었다.

## 개요
이 백자 사각발형 제기는 마치 화분과 같이 넓고 깊은 푼주형태를 사면을 눌러서 둥근 사면형으로 만든 것이다. 입술 전 부분과 네 면은 넓은 칼로써 툭툭 깎아서 마치 목제품을 자귀로 깍은 듯한 표면을 만들었다. 굽은 ‘ㄱ’자형을 밑바닥 네 군데에 붙여서 만들었고 접지면에 유약을 긁어낸 후 모래를 받쳐 구웠다.
목공예품의 형식과 제작방법이 응용되었다는 점에서 중요한 가치를 갖고 있으며 이러한 제작·장식 기법이 현대도자에서도 자주 응용되고 있고 조선백자의 새로운 성격을 보여준다는 면에서 높게 평가된다.

## 같이 보기
- 백자

## 참고 자료
- 백자 사각발형 제기 - 국가유산청 국가유산포털